# Wikipédia en kurde
Wikipédia en kurde (en kurde : Wîkîpediyaya kurdî ou Wîkîpediya Kurdî) est l’édition de Wikipédia en kurde kurmandji, langue iranienne occidentale parlée en Turquie, Syrie, Irak et Iran. L'édition est lancée officiellement en juin 2002, mais dans les faits en janvier 2004. Créée au départ pour le kurmandji et le sorani, elle devient en 2009 intégralement écrite en kurmandji (en caractères latins). Son code est : ku.
Au 21 mars 2025, l'édition en kurde contient 90 282 articles et compte 79 323 contributeurs, dont 105 contributeurs actifs et 3 administrateurs.
Les deux autres éditions en langues kurdes sont l'édition en sorani (en caractères arabes) qui contient 76 285 articles et l'édition en zazaki (en caractères latins) qui contient 42 303 articles.

## Présentation

Distribution des différents dialectes du kurde :
Kurmandji (kurde du Nord)
Sorani (kurde central)
Zazaki
Kurde du Sud (dont Gurani)
zones mixtes

La Wikipédia en kurde est réellement lancée en janvier 2004. Au départ, l'encyclopédie hébergeait des articles autant en kurmandji qu'en sorani. Le 12 août 2009, en raison de difficultés techniques et linguistiques, l'encyclopédie s'est séparée en deux, l'édition originelle devenant l'édition en kurde kurmandji, et une  nouvelle édition étant créée pour l'édition en kurde sorani.
Une édition en zazaki existe également et une édition en kurde du Sud est en préparation dans l'incubateur Wikimédia.

## Statistiques
- Le 13 septembre 2004 : l'édition en kurde atteint 1 000 articles.
- Le 18 septembre 2007 : elle atteint 10 000 articles.
- Le 19 août 2013 : elle atteint 20 000 articles.
- En 2015, elle est la 96e édition linguistique de Wikipédia par le nombre d'articles[4]  et la 85e par le nombre d'utilisateurs enregistrés[5], parmi les 287 éditions linguistiques actives.
- Le 9 juillet 2020, elle atteint 30 000 articles.
- Le 27 juillet 2021, elle atteint 40 000 articles.
- Le 27 août 2021, elle atteint 50 000 articles.
- Le 11 octobre 2022, elle contient 57 549 articles et compte 52 478 contributeurs, dont 91 contributeurs actifs et 3 administrateurs.
- Le 27 août 2024, elle contient 83 764 articles et compte 71 966 contributeurs, dont 86 contributeurs actifs et 3 administrateurs.